# غورغاورز (مقاطعة دالاهو)
غورغاورز (بالفارسية: گورگاورز) هي قرية تقع في كرمانشاه في إيران. يقدر عدد سكانها بـ 145 نسمة بحسب إحصاء 2016.